# Zacynthus (genus)
Zacynthus is een geslacht van wantsen uit de familie van de Miridae (Blindwantsen). Het geslacht werd voor het eerst wetenschappelijk beschreven door William Lucas Distant in 1884.

## Soorten
Het genus bevat de volgende soorten:

- Zacynthus costaricensis Carvalho & Ferreira, 1973
- Zacynthus curvicornis (Distant, 1883)
- Zacynthus mexicanus Schaffner & Carvalho, 1985
- Zacynthus staphyliniformis (Distant, 1883)